# DEK Klagenfurt
DEK Klagenfurt byl rakouský klub ledního hokeje, který sídlil v Klagenfurtu am Wörthersee ve spolkové zemi Korutany. Založen byl v roce 1968. Poslední účast v nejvyšší soutěži se datuje do sezóny 2000/01. Klub byl ke konci existence farmou EC Klagenfurteru AC. Zanikl v roce 2002. V sezóně 1997/98 byl hlavním trenérem bývalý československý reprezentant Marcel Sakáč.
Své domácí zápasy odehrával v Sepp Puschnig-Halle s kapacitou 500 diváků.

## Přehled ligové účasti
Zdroj:
- 1997–1998: Eishockey-Nationalliga (2. ligová úroveň v Rakousku)
- 2000–2001: Österreichische Eishockey-Liga (1. ligová úroveň v Rakousku)